# عزالدین امان‌الله
عزالدین امان‌الله (انگلیسی: Azzedine Amanallah؛ زادهٔ ۷ آوریل ۱۹۵۶) بازیکن سابق فوتبال اهل مراکش است. او بیشتر دوران حرفه‌ای خود را در فرانسه گذراند و همچنین وی از سال ۱۹۸۱ تا ۱۹۸۶ در تیم ملی فوتبال مراکش بازی انجام داده است و عضو این تیم در جام جهانی فوتبال ۱۹۸۶ بوده است.